# Tregwynt-skatten
Tregwynt-skatten (engelsk Tregwynt Hoard) er et depotfund fra midten af 1600-tallet bestående af mønter, som blev fundet ved Tregwynt Mansion nær Fishguard i  Pembrokeshire, Wales, i 1996. Fundet blev gjort 17. september 1996 med metaldetektor i forbindelse med anlæg af en tennisbane. Skatten består af 33 guldmønter, 467 sølvmønter og en ring af guld. Det var det første depotfund fra den engelske borgerkrig som blev fundet Pembrokeshire, og den er nu udstillet på National Museum Wales i Cardiff.